# Longcat
Longcat (2002 - 20 de septiembre de 2020) fue una gata doméstica japonesa que se convirtió en el tema de un meme de Internet debido a su longitud. Longcat, cuyo verdadero nombre era «Shiro», nació en 2002. Una imagen que la muestra siendo sostenida con «patas extendidas» se hizo popular en el tablón de imágenes japonés Futaba Channel, donde fue apodada «Nobiko-san» («Estiramiento» en japonés) en algún momento alrededor de 2005 o 2006. Según los informes, medía 65 centímetros (25,6 plg) «de la cabeza a los pies».
Posteriormente, el meme se extendió a sitios web en inglés, principalmente /b/ de 4chan, donde se editó en varias imágenes e incluso se escribió una canción al respecto. Se inventó una historia de fondo para el gato, que involucra una batalla del fin del mundo llamada «Catnarok» con un némesis llamado «Tacgnol» (que se parece a Longcat con los colores invertidos).
La comunidad virtual y el tablero de mensajes Subeta, que puso a disposición una serie de accesorios virtuales de pixel art para avatares de usuarios, presentó brevemente una «bufanda Longcat» en 2007; esto provocó que «una legión de usuarios de Internet atacara a Subeta», principalmente en forma de una campaña DDoS que involucraba a «todos los chans», hasta que se eliminó el elemento Longcat a finales de mes. Algunos comentaristas compararon un diseño de Pokémon lanzado en 2019, el «Gigantamax Meowth» con Longcat.
En una entrevista de 2019, el dueño de Longcat dijo que el gato «fue rescatado originalmente después de ser descubierto en la calle en 2002», y en ese momento era delgado y con pelaje gris; a medida que crecía, se volvía blanca y esponjosa. La gata era sordo. En 2019, el dueño de Longcat dijo que, a la edad de 17 años, la gata ya no «subía a lugares altos» sino que «se relajaba y vivía su vida».
En septiembre de 2020, después de un período de mala salud, Longcat fue llevada al hospital y murió a la edad de 18 años.